# 芝麻菜叶千里光碱
芝麻菜叶千里光碱是一种大环内酯类有机物，化学式为C18H23NO6。它存在于新疆千里光、抱茎天芥菜等植物中。它在水中可以被高碘酸和四氧化锇的混合物氧化。